# George A. Ramsdell

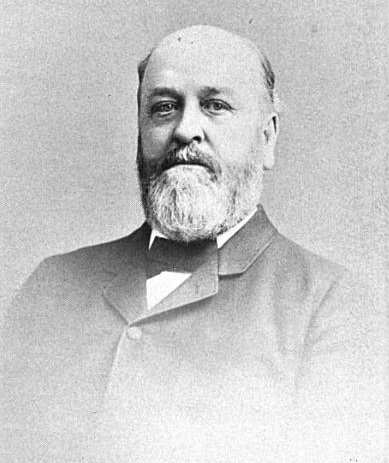
George A. Ramsdell

George Allen Ramsdell (* 11. März 1834 in Milford, Hillsborough County, New Hampshire; † 16. November 1900 in Nashua, New Hampshire) war ein US-amerikanischer Politiker und von 1897 bis 1899  Gouverneur des Bundesstaates New Hampshire.

## Frühe Jahre und politischer Aufstieg
George Ramsdell besuchte das McCollom Institute und das Amherst College in Massachusetts. Nach einem anschließenden Jurastudium wurde er im Jahr 1857 als Rechtsanwalt zugelassen. Danach begann er in Peterborough in seinem neuen Beruf zu arbeiten. Ramsdell war Mitglied der Republikanischen Partei. Zwischen 1861 und 1862 war er Kämmerer im Hillsborough County. Zwischen 1864 und 1887 war er am obersten Gericht dieses Bezirks angestellt. Seit 1866 lebte er in Nashua.
Ramsdell machte auch in der Geschäftswelt Karriere und war im Vorstand einiger Eisenbahnen, Banken, Schulen und Industriebetriebe. Zwischen 1869 und 1872 war er Abgeordneter im Repräsentantenhaus von New Hampshire und im Jahr 1876 war er Mitglied eines Ausschusses zur Überarbeitung der Staatsverfassung von New Hampshire. Von 1891 bis 1892 war er Mitglied des Regierungsrates (Executive Council). 1893 lehnte er eine Berufung an den Obersten Gerichtshof seines Staates ab.

## Gouverneur von New Hampshire
Im Jahr 1896 wurde George Ramsdell zum neuen Gouverneur seines Staates gewählt. Er trat sein neues Amt am 7. Januar 1897 an. In seine Amtszeit fiel der Spanisch-Amerikanische Krieg, zu dem auch New Hampshire seinen Beitrag leisten musste. Damals entstand ein Kontrollausschuss in New Hampshire, der die Vergabe von medizinischen Lizenzen überwachte. Gouverneur Ramsdell achtete auch auf den Staatshaushalt. Zur Verringerung bzw. Vermeidung unnötiger Ausgaben wurden alle Posten vorab überprüft.

## Weiterer Lebenslauf
Nach dem Ende seiner Amtszeit am 5. Januar 1899 zog sich Ramsdell aus der Politik zurück. Er starb weniger als zwei Jahre später im November 1900. Mit seiner Frau Eliza D. Wilson hatte er vier Kinder.